# Bryophila petricolor
Bryophila petricolor is een vlinder uit de familie uilen (Noctuidae). De wetenschappelijke naam is voor het eerst geldig gepubliceerd in 1870 door Lederer.
De soort komt voor in Europa.